# Aktuelle Kamera

Logo 1988–1990

Die Aktuelle Kamera war die von 1952 bis 1991 ausgestrahlte zentrale Nachrichtensendung des Deutschen Fernsehfunks (von 1972 bis 1990 Fernsehen der DDR).

## Geschichte

### Während der Diktatur
Die Aktuelle Kamera war seit dem Sendestart des Deutschen Fernsehfunks am 21. Dezember 1952 die tägliche Nachrichtensendung der DDR. Sie war, mit nur fünf Tagen Vorsprung vor der ersten Ausgabe der Tagesschau (ARD), die älteste deutsche Fernseh-Nachrichtensendung. Allerdings wuchs ihre Bedeutung erst mit der zunehmenden Verbreitung von Empfangsgeräten. Zunächst war die ostdeutsche Kino-Wochenschau Der Augenzeuge das wichtigere Nachrichtenmedium.
Die Sendung wurde wie alle Medien in der Deutschen Demokratischen Republik (DDR) von der Sozialistischen Einheitspartei Deutschlands (SED) kontrolliert und war ein wichtiges Propaganda-Instrument. Der Sekretär für Agitation und Propaganda im SED-Zentralkomitee bestimmte grundlegend die tägliche Berichterstattung. Inhalt der Sendung waren meist eine ausführliche Berichterstattung über Tagungen des Zentralkomitees, Parteitage der SED, Staatsbesuche, Auszeichnungsverleihungen, Besuche von Funktionären in Betrieben und andere offizielle Anlässe. Außerdem wurde sehr ausführlich über vermeintliche Verbesserungen der sozialistischen Produktion in den Industriebetrieben und in der Landwirtschaft sowie über das soziale Wohnungsbauprogramm berichtet. Im Mittelpunkt stand dabei immer die Planerfüllung.
Die internationale Berichterstattung war ebenfalls stark politisiert. Ereignisse, die die Regierung verschweigen wollte (wie z. B. die ungesetzlichen Grenzübertritte prominenter DDR-Bürger), fanden keine Erwähnung. Berichte über das nicht-sozialistische Ausland beschäftigten sich oft mit sozialen und gesellschaftlichen Problemen wie Armut und rechtsradikalen Entwicklungen, typisch war auch die regelmäßige Erwähnung von Drogentoten in der damaligen Bundesrepublik oder West-Berlin.
Der Sprachstil (u. a. in dem Spielfilm Good Bye, Lenin! parodiert) war durch die Aufzählung der Titel der handelnden Personen gekennzeichnet, sowie durch äußerst lange Schachtelsätze, die dem Nachrichtensprecher eine gute Sprecherziehung und Sprechtechnik und dem Zuhörer Konzentration abverlangten. Die von der Nachrichtenagentur ADN stammenden Meldungen wurden von Redakteuren in der Fernsehnachrichtenredaktion stilistisch umgeschrieben, um sie, soweit es ging, sprechfähig zu machen.
Der Chefredakteur und seine sechs Stellvertreter wurden von der Agitationskommission des ZK der SED angeleitet. Die Aktuelle Kamera spiegelte die Politik der SED wider, die Realität des Lebens in der DDR jedoch nur unzureichend.  Neben dem geringen Informationsgehalt war dies einer der Hauptgründe für die niedrige Popularität der Sendung. Für umfassendere Informationen bedienten sich viele DDR-Bürger – dort, wo es technisch möglich war – der Nachrichtensendungen des „Westfernsehens“. Da dies bekannt war, wurden diese in der wöchentlichen Sendung Der schwarze Kanal agitatorisch kommentiert.
Die wichtigste Ausstrahlung der Aktuellen Kamera begann jeden Tag um 19.30 Uhr und endete um 20.00 Uhr. Die Hauptausgabe wurde um 21.30 Uhr im 2. Programm und am nächsten Morgen um 9.30 Uhr im 1. Programm wiederholt. Über den Tag verteilt gab es weitere kürzere Ausgaben. Im 1. Programm wurden mit Ausnahme der Wiederholung der Hauptausgabe nur Kurznachrichten gesendet, die häufig auch von den Programmsprechern dieses Kanals verlesen wurden.

### Nach der Wende
Die friedliche Revolution in der DDR beeinflusste auch das Fernsehen der DDR und die Sendung Aktuelle Kamera. Zunehmend gelang es der Redaktion, sich von der Kontrolle der Staatsmacht zu lösen und freier zu berichten. Am 30. Oktober 1989 startete im 2. Programm um 22.00 Uhr die neue Spätausgabe AK Zwo. Die Sendung unterschied sich sowohl optisch als auch in der redaktionellen Gestaltung von den anderen Ausgaben der Aktuellen Kamera und ähnelte im Stil den Nachrichtenmagazinen Tagesthemen (Erstes Deutsches Fernsehen) und heute-journal (ZDF). Es gab keinen Sprecher, sondern einen Moderator, der durch die Sendung führte. Kurzmeldungen wurden weiterhin durch die bisherigen Sprecher der Aktuellen Kamera verlesen. Grafische Elemente, wie Logo, Vorspann, Hintergrundgrafiken und Studiodekoration, waren lockerer gestaltet. Das Logo war in einer Schreibschrift gehalten, und im Vorspann wurde im Hintergrund live das Studio eingeblendet. Dadurch entstand auch gestalterisch ein Kontrast zu den anderen Ausgaben, und die Sendung wirkte offener. Die Wiederholung der Hauptausgabe um 21.30 Uhr wurde aufgegeben. Die AK Zwo wurde nur 11 Tage nach Erstausstrahlung erstmals auch auf 3sat zum Sendeschluss wiederholt, um die Ereignisse der friedliche Revolution zu dokumentieren.
Als am 14. März 1990 das „Fernsehen der DDR“ wieder in „Deutscher Fernsehfunk“ umbenannt wurde, übernahmen alle Ausgaben der Aktuellen Kamera das Design der Sendung AK Zwo. Die Hauptausgabe um 19.30 Uhr hieß fortan AK am Abend. Es wurden später auch eine AK am Morgen und eine AK am Mittag gestartet. Kürzere Ausgaben hießen AK Kurznachrichten beziehungsweise AK Nachrichten. Am 15. Dezember 1990 wurden die beiden Programme DFF 1 und DFF 2 durch das Programm DFF Länderkette ersetzt. Damit war die Ära der Sendung beendet. Die Nachrichtensendung auf dem neuen Sender  hieß Aktuell, und ihre Hauptausgabe wurde ebenfalls um 19.30 Uhr ausgestrahlt. Einige der Sprecher der Aktuellen Kamera waren hier weiterhin auf Sendung, bis am 31. Dezember 1991 auch dieser Sender eingestellt wurde.

## Mitarbeiter

### Chefredaktion
- 1954–1956 Günter Nerlich
- 1956–1964 Heinz Grote
- 1964–1966 Hubert Kröning (war auch langjähriger Auslandskorrespondent für den DDR-Rundfunk und das DDR-Fernsehen sowie Buchautor)
- 1966–1978 Erich Selbmann (veröffentlichte 1998 ein Buch über die Geschichte des Fernsehens der DDR)
- 1978–1984 Ulrich Meier
- 1984–1990 Klaus Schickhelm (bis 18. Juli, anschließend tätig in einer kleinen Filmproduktionsfirma in Dresden)
- 1990–1991 Manfred Pohl

### Nachrichtensprecher
- Klaus Ackermann
- Lothar Erdmann
- Klaus Feldmann 1963–1989 (anschließend Sprecher beim Cottbuser Lokalsender LTV)
- Renate Krawielicki 1980er–1990 (anschließend Moderation und Redaktion bei VOX und dem WDR für Familiensendungen)
- Christel Kern
- Peter Kessel
- Herbert Köfer 1952–1953 (Erster Nachrichtensprecher im deutschen Fernsehen.)
- Hans-Dieter Lange 1963–1989
- Wolfgang Lippe 1970er?–bis zum Schluss 1991 hinter den Kulissen (später bei Sat.1)
- Wolfgang Meyer 1972–1990 (Sprecher der letzten Ausgabe)
- Annerose Neumann 1963–1976 (Erste Nachrichtensprecherin im deutschen Fernsehen.)
- Matthias Schliesing 1980er–1990 (anschließend Nachrichtensprecher in der MDR-Regionalsendung Sachsen-Anhalt Heute und im NDR die Berichte vom Tage)
- Heidrun Schulz 1980–1991; bis zum Schluss (sprach die letzte Ausgabe der AK-Nachfolgesendung „Aktuell“)[4]
- Elisabeth Süncksen 1972–1989 (später noch als Programmansagerin)
- Angelika Unterlauf 1977–Juli 1990 (anschließend Off-Sprecherin bei Spiegel TV und Reporterin beim Sat.1-Frühstücksfernsehen)
- Michael Schmidt AK Zwo (heute beim NDR)

Ausschließlich bei der Nachfolgesendung Aktuell der DFF Länderkette arbeiteten:
- Christiane Gerboth, 1990–1991 (anschließend bei den ProSieben Nachrichten und bei Focus TV sowie bei der MDR-Sendung Riverboat)
- Christine Meister 1990–1991 (anschließend Sprecherin, später auch Moderatorin bei Brandenburg aktuell beim ORB/rbb, derzeit hinter den Kulissen)
- Jan Fromm, 1990–1991 (anschließend ebenfalls einige Jahre bei den ProSieben Nachrichten)
- Ronald Lässig, 1990–1991 (anschließend Sprecher bei MDR Aktuell, seit 2003 Reporter, erst beim SWR, später bei DW-TV)
- Karsten Klaue
- Jens Riewa (heute bei ARD Aktuell und NDR)
- Peter Wachsmann  (heute beim rbb)

### Sportsprecher
- Hans-Dieter Jancker (heute freier Radiojournalist beim MDR in Leipzig)
- Heinz Florian Oertel
- Gottfried Weise
- Dirk Thiele
- Bodo Boeck
- Almut Risse
- Sybille Künstler
- Gerhard Kohse
- Ulf-Dieter Hesse
- Wolfhard Kupfer

### AK-Korrespondenten in den Bezirksstädten

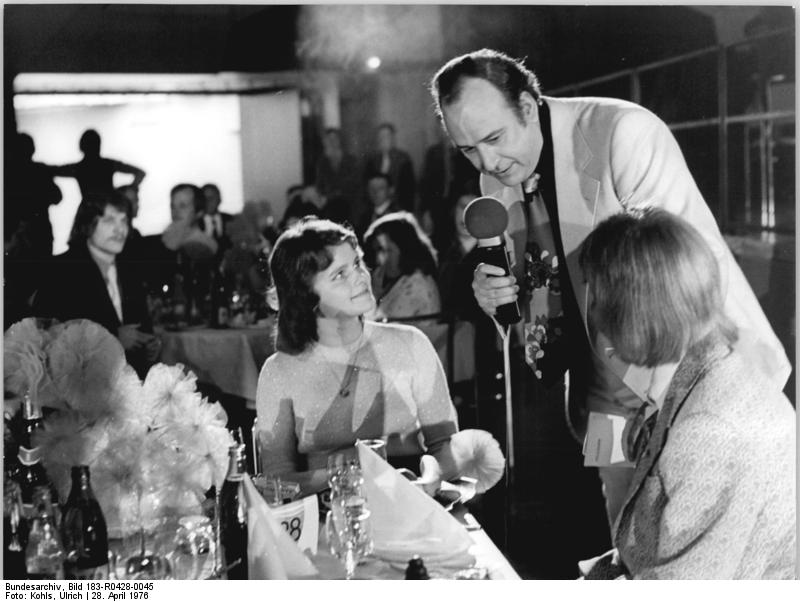
Wolfgang Reichardt interviewt Jugendliche beim „Ball der Jugend“ im Palast der Republik, Ost-Berlin 1976

Das Netz der Bezirkskorrespondenten wurde ab 1976 verstärkt ausgebaut. Zu einer ganzen Reihe von Uni-Absolventen, die im Herbst 1976 in die Bezirke geschickt wurden, gab es zum Teil erfahrene Reporter als Paten. Das waren in Schwerin Jochen Wieczorek, in Dresden AK-Chefreporter Wolfgang Reichardt, in Cottbus das Ehepaar Renate und Dagobert Löwenberg und in Halle Sergio Günther.
- Berlin/Potsdam
  - Bernd Hermann
  - Regina Richter
  - Margit Gessner
  - Hardy Kühnrich hat auch aus Moskau berichtet
  - Anett Wundrak
  - Birgit Mittwoch
  - Dagmar Mielke
  - Anja Ludewig (heute rbb)
- Cottbus
  - Marion Titze
  - Heiderose Häsler
- Dresden
  - Roland Hermann
  - Elke Wetzel
  - Bert Sprafke, Korrespondent auch im Bezirk Frankfurt (Oder)
  - Claudia Sprafke
  - Hans-Dieter Jancker (heute frei beim MDR)
- Erfurt
  - Manfred Hering
  - Hans-Jürgen Dufft
- Frankfurt/Oder
  - Margit Gessner
- Gera
  - Erich Schmidt
  - Joachim Bardohn
- Halle (Saale)
  - Lutz Johannes
  - Hans-Dieter Jancker
  - Jörg Reichhardt
  - Michael Illner
  - Jan Carpentier (ab 1989 Elf 99, heute rbb u. a. Autorenbeiträge für „ZIBB“)
- Karl-Marx-Stadt (Chemnitz)
  - Erich Muszinski
  - Jürgen Schmidt
- Leipzig
  - Hans Thiel
  - Harry Worreschk
- Magdeburg
  - Roland Wolf
  - Frank Lichtenecker
- Neubrandenburg
  - Wolfgang Glatzer
  - Heiderose Häsler
  - Elgin Rocher
- Rostock
  - Gerd Kruse
  - Michael Schmidt, 1987–1991 (heute NDR)
- Schwerin
  - Hans-Dieter Jancker
  - Marian Riedel
  - Michael Schmidt, 1984–1987
  - Dagmar Mielke, 1987–1991 (heute rbb)
- Suhl
  - Hans-Jürgen Dufft, 1976–1982
  - Michael Schmidt, 1982–1984 (heute NDR)
  - Heidi Hasse, 1984–1991

### AK-Korrespondenten in ausländischen Hauptstädten
- Bonn, BR Deutschland
  - Heinz Grote
  - Lutz Renner (heute Pressebüro in Brüssel)
  - Götz Förster
  - Olaf Dietze, danach ab 1985 in Bonn Manfred Pohl. Pohl war in den 1970er Jahren Korrespondent in Lissabon
  - Bernd Niestroj
- Budapest, zuständig für Ungarn, Österreich, Jugoslawien
  - Dietmar Schumann
  - Bernd Niestroj

### Produktionschefs
- Rudi Hochsieder
- Jürgen Krischollek
- K.-Heinz Frenzel